# Expeditie Robinson 2017
Expeditie Robinson 2017 was het achttiende reguliere seizoen van de Nederlandse versie van Expeditie Robinson, een televisieprogramma waarin negentien deelnemers moeten overleven op een onbewoond eiland en tegen elkaar strijden voor de overwinning. Dit seizoen startte op 7 september 2017 bij RTL 5. Het programma werd gepresenteerd door Dennis Weening en Nicolette Kluijver. Het was voor het eerst sinds 2009 dat onbekende deelnemers mee mochten doen. Ook nieuw was een nabeschouwing na de uitzending, dit programma heette 'Eilandpraat'.

## Selectieprocedure onbekende deelnemers
Op 27 februari maakte de productie van Expeditie Robinson door middel van een video duidelijk dat onbekende deelnemers zich dit jaar konden aanmelden om mee te doen. Geïnteresseerden moesten zich op een zo origineel en creatief mogelijke manier voorstellen terwijl zij balanceerden op een paal, om zoveel mogelijk stemmen te krijgen.
Op 21 maart sloot de inschrijving en was het ook niet meer mogelijk om te stemmen. De 50 personen met de meeste stemmen gingen door naar de volgende ronde en nog eens 50 man werd uitgekozen voor de volgende ronde door de productie.
Nadat deze 100 kandidaten een selectieweekend achter de rug hadden bleven er vier kandidaten over die uiteindelijk mee mochten doen: Carlos Platier Luna, Herold Dat, Imke Wieffer en Marlé Janssen.

## Expeditieleden
In het seizoen van 2017 deden de volgende kandidaten mee:
| Naam                         | Bekend van                                                             | Kamp                | Resultaat           |
| ---------------------------- | ---------------------------------------------------------------------- | ------------------- | ------------------- |
| Carlos Platier Luna          | Judoka                                                                 | Onbekenden en Zuid  | Winnaar             |
| Kaj Gorgels                  | Youtuber en presentator bij RTL Concentrate                            | Zuid                | Verliezend finalist |
| Soundos El Ahmadi            | Actrice, presentatrice en stand-upcomedian                             | Zuid en Onbekenden  | Verliezend finalist |
| Shelly Sterk                 | Presentatrice bij Galileo en verslaggever voor RTL Boulevard           | Zuid                | 4e                  |
| Niels Gomperts               | Acteur bekend van Shocking Blue en Penoza                              | Noord               | 5e                  |
| Roeland Fernhout             | Acteur bekend van Zusje en All Stars                                   | Noord               | 6e                  |
| Herold Dat                   | Zelfstandig ondernemer en ex-militair                                  | Onbekenden en Noord | 7e                  |
| Danny Froger                 | Zanger                                                                 | Zuid                | 8e                  |
| Imke Wieffer                 | Verloskundige                                                          | Onbekenden en Zuid  | 9e                  |
| Anouk Hoogendijk             | Ex-profvoetbalster bij Ajax en Arsenal LFC                             | Noord               | 10e                 |
| Marieke Elsinga              | Presentatrice bij o.a. RTL Late Night en Qmusic                        | Zuid en Noord       | 11e                 |
| Marlé Janssen                | Onderhandelaar en werkzaam bij de politie                              | Onbekenden          | 12e                 |
| Carolina Dijkhuizen          | Zangeres en (musical)actrice bekend van The Lion King en The Bodyguard | Onbekenden          | 13e                 |
| Richard Witschge             | Ex-profvoetballer bij onder andere Ajax en FC Barcelona                | Noord               | 14e                 |
| Joëlle Witschge              | Model en dochter van Richard Witschge                                  | Noord en Zuid       | 15e                 |
| Henk Poort                   | Opera- en musicalzanger en acteur                                      | Noord en Zuid       | 16e                 |
| Nicole Buch                  | Televisieproducent en presentatrice van o.a. Buch in de Bajes          | Noord               | 17e                 |
| Brace                        | Zanger bekend van Moppie, Ik ben je zat en Let's Go                    | Zuid                | 18e                 |
| Lil' Kleine (Jorik Scholten) | Rapper bekend van Drank & drugs, 4x duurder en Loterij                 | Zuid                | 19e                 |

De nummers 1 t/m 11 hebben de samensmelting gehaald.

## Trivia
- Henk Poort was met 61 jaar de oudste deelnemer van het seizoen en Lil'Kleine met 22 jaar de jongste.
- Richard en Joëlle Witschge zijn de eerste vader en dochter die samen meededen aan het programma.
- Imke Wieffer is de dochter van oud-kandidate Bernadette Mittendorf-Wieffer die in 2006 deelnam aan het 7e seizoen van Expeditie Robinson en daarin op de 3e plaats eindigde.